# Ján Hollý
Ján Hollý (amb ortografia contemporània Gán Hollí; Borský Mikuláš, 24 de març de 1785 – Dobrá Voda, 14 d'abril de 1849]) fou un poeta i traductor eslovac. Fou el primer gran poeta eslovac a escriure només en la nova versió estàndard de la llengua eslovaca. Els seus predecessors havien escrit en les diverses varietats regional del txec, el txec eslovaquitzat o bé el llatí. Hollý Va traduir l'Eneida de Virgili i també va escriure un poema èpic en versos alexandrins per mostrar com es podia escriure bé amb l'eslovac acabat d'estandarditzar per Anton Bernolák, d'aquesta manera es veia que era una llengua capaç d'expressar formes poètiques complexes.

## Biografia
Hollý va estudiar a Skalica, Bratislava i Trnava. Fou un sacerdot catòlic a Madunice, prop de Piešťany, on va escriure la major part de la seva obra als peus d'un gran arbre. Hollý fou un membre actiu de la renaixença eslovaca. Va usar el tema de la Gran Moràvia per encoratjar la nació, i avui dia és considerat el pare de la poesia eslovaca.

## Obres destacades
- Svatopluk
- Cyrilo-Metodiáda
- Sláv